# Raluca Olaru
Ioana Raluca Olaru (født 3. marts 1989 i Bukarest, Rumænien) er en kvindelig professionel tennisspiller fra Rumænien.
Ioana Raluca Olaru højeste rangering på WTA single rangliste var som nummer 53, hvilket hun opnåede 27. juli 2009. I double er den bedste placering nummer 78, hvilket blev opnået 1. februar 2010.